# Yochanan ben Nuri
Yochanan (Johanan) ben Nuri (ebraico: יוחנן בן נורי) (Israele, I secolo – II secolo) era un saggio ebreo, rabbino Tanna della 3ª generazione (110 – 135 e.v.),.
Studiò sotto Rabban Gamliel di Yavne, collega anziano di Akiba. Grande halakista, diede sempre risposte soddisfacenti a tutte le domande; venne chiamato "cestino ambulante" e "fagotto di halakhot"; il numero e diversità di halakhot citati col suo nome soltanto nella Mishnah - circa 40 - giustificano tali appellativi. Oltre ad un'esaustiva conoscenza rabbinica, acquisì familiarità con la scienza generale del suo tempo, soprattutto la geometria. Si diceva di lui, come anche del suo collega Eleazar Chisma, che poteva indicare approssimativamente il numero di gocce contenute nel mare; come Eleazar, inoltre, era molto povero. Tramite l'influenza di Joshua ben Hananiah, entrambi furono nominati da Gamaliel a funzioni remunerative.
Yochanan si dimostrò riconoscente con Gamaliel. Quando, dopo la morte del Patriarca, Joshua propose il cambiamento di una regola stabilita da Gamaliel, Yochanan gli si oppose: "Ho osservato che la testa è sempre seguita dal tronco; finché Gamaliel visse abbiamo osservato la regola stabilita da lui e ora tu proponi di vietare le sue direttive. Joshua, noi non ti ascolteremo." Era inoltre amico intimo di Ḥalafta col quale collaborava negli studi.
Nelle sue discussioni di halakhot, Yochanan considerava le opportunità e l'economia, come anche la legge e l'autorità. Quando Tarfon dichiarò che solo l'olio d'oliva era appropriato per la lampada dello Shabbat, Yochanan si spazientì e disse: "E cosa faranno gli ebrei di Babilonia quando sarà rimasto solo l'olio di sesamo; e cosa faranno i Medi, che non hanno nient'altro che l'olio di noci;o e gli alessandrini, che hanno solo olio di rafano; e i Cappadoci, che hanno solo nafta?" In un'altra occasione, quando Akiba suggerì che una donna sposata che è diventata il pettegolezzo delle "zitelle della luna" dovrebbe essere divorziata, Yochanan osservò: "In questo caso allora non vi è alcuna possibilità che una figlia di Giuda possa vivere con il marito! Solo se l'infedeltà è pienamente provata giuridicamente si può imporre il divorzio." Yochanan ben Nuri non viene citato spesso nell'Aggadah. Fu molto pio e i rabbini successivi dicevano che se si sognava di Yochanan ben Nuri, si sviluppava una grande paura di peccare.